# 브리프

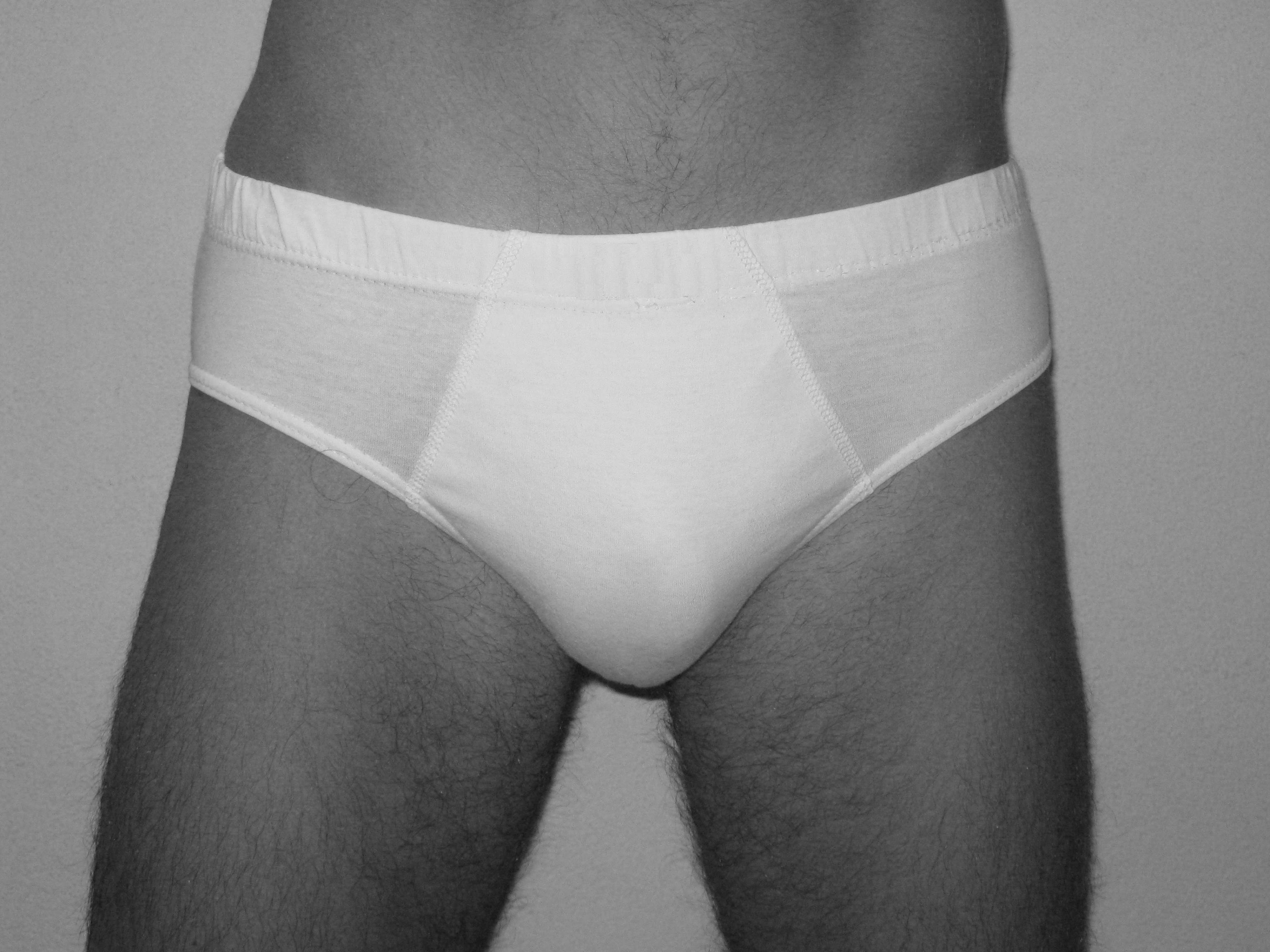
날지 않는 짧은 바지를 입은 남자

브리프(briefs, 남성용 또는 여성용 언더팬츠)는 짧은 길이의 하반신 속바지를 가리킨다. 허리, 허벅지, 가리개 부분이 탄력 있는 옷감으로 되어 있으며 다리 부분이 없는 짧은 속옷이다. 중국, 대한민국, 독일에서는 남성용, 여성용 할 것 없이 그냥 '팬티'로 불리지만 일부 영어권에서는 남성용은 briefs, 여성용은 panties 또는 knickers로 구분한다. 여기에서는 영어로 '브리프'라고 하는 언더팬츠에 관해 서술하고자 한다. 수영용 브리프는 수영 브리프를 참고할 수 있다.

## 역사
오늘날과 비슷한 형태의 삼각팬티에 대한 기원은 두 설로 나뉜다. 첫 번째 설은 대한민국에 어느정도 알려진 것으로, 1952년경 일본의 어느 할머니가 자신의 손자가 사각팬티의 자락에 걸려 넘어지는 등 불편해하는 장면을 목격하고 삼각팬티를 만들어 입혀주었다는 것이다. 두 번째 설은 1935년경에 미국 시카고의 어느 속옷회사가 '쟈키(Jockey)'라는 이름으로 남성용 삼각팬티를 출시한 데서 비롯한다.
한국에서는 오늘날 의미의 삼각팬티가 본격적으로 생산되기 시작한 것은 6·25 전쟁 이후로 미국이나 일본의 영향이 있었던 것으로 보인다. 1970년대에 들어서면서 팬티 시장은 1960년대의 치열한 경쟁시대를 거치고 BYC의 전신인 한흥물산'과 트라이브랜즈(Trybrands. 옛 쌍방울)의 전신인 삼남메리야스가 양분하게 되었다. 이즈음부터 남자 삼각팬티 특유의 앞트임(fly)이 들어가기 시작했다.
1980년대에는 컬러 삼각팬티가 출시되기 시작했으나 그때까지만 해도 흰색의 것이 주류를 이루었다. 1990년대에 들어서면서  태창의 줄무늬 빅맨팬티와 좋은사람들(개그맨 주병진이 세운 신생 속옷회사)을 선두로 흰 삼각팬티는 주무대에서 밀려나고 컬러의 시대에 돌입하였다. 이와 동시에 박서(Boxers) 또는 트렁크라고 불리는 컬러풀한 사각팬티가 서서히 속옷시장으로 진입하기 시작했다.
이후 삼각팬티가 남성의  정자생장에 좋지 않은 영향을 준다는 소문이 퍼지면서 중고등학생 및 청장년층 성인들은 삼각팬티를 멀리하게 되었고 트렁크로 바꾸기 시작하였다. 1990년대만 하더라도 삼각팬티를 입는 남자 청소년들은 적지 않았지만, 요즈음은 상당수 트렁크 팬티를 입으며 물론 유아~13세의 80%의 상당수가 삼각팬티를 입지만 트렁크를 입는 남자 초등학생의 비율도 증가하고 있는 추세이다. 이 말은 즉 지나가는 초등학교 남학생 츄리닝 바지를 홀딱 벗겨보면 거의 대부분은 엄마가 사준 캐릭터 삼각팬티(첨이첨이 등)를 입고 있다는 말이다.
최근엔 트렁크와 삼각팬티를 대신해 삼각팬티와 트렁크의 부분적 절충 형태인 드로즈가 중고등학생 및 청장년층의 주류 속옷으로 떠올랐다. 하지만 자신의 필요나 취향에 따라 삼각팬티를 입는 남자들도 상당수 존재한다.

## 종류
남성용 삼각팬티의 종류로 전통적인 흰색의 것과, 일반적인 컬러타입, 그리고 신축성 있는 섬유로 만들어진 스판타입으로 나뉜다. 흰색타입은 1980년대, 90년대 초반까지 즐겨입던 것으로 대부분 앞트임이 있다. 미국에서는 이와 같은 삼각팬티를 가리켜 'tighty-whiteys'라고 하기도 한다. 대한민국에서는 이와 같은 팬티를 '쌍방울 빤스', '백양 빤스'로 지칭하기도 한다. 사이즈 95 이상의 것은 지금도 유명 할인마트에서 구할 수 있다. 그러나 남아용(사이즈 85 이하) 이나 청소년용(사이즈 90)은 수요가 적기 때문에 BYC 등 속옷업체의 직영매장이나 남대문시장내 속옷매장에서나 구할 수 있을 뿐이다. 흰색 삼각팬티는 특성상 오줌 등 분비물이 눈에 잘 띄고, 촌스러움의 대상으로도 여겨지고 있어 아동, 청소년이나 성인 남자(노년층이나 일부 장년층 제외)나 즐겨 입지 않는다. 이 때문에 모 업체에서는 한때(2006년경) 90사이즈의 남성용 흰색 삼각팬티의 생산을 중단한 적이 있다 (지금은 생산 재개). 2000년대 초반까지 엉덩이 부분에 천이 이중으로 겹쳐진 흰색 삼각팬티가 판매되기도 했었다.
1980년대 또는 1990년대 초반에는 앞트임이 있는 흰색 삼각팬티에 단순히 색을 입힌 것이 컬러 삼각팬티의 대부분이었으나, 80년대 후반 또는 90년대 초반에 들어서 태창이 빅맨이라는 브랜드로 특유의 줄무늬 삼각팬티를 출시하였다. 이후 여러 회사에서는 이와 유사한 스타일의 컬러 삼각팬티를 출시하기도 하였다. 주병진의 좋은사람들 설립 이후로 요즈음과 비슷한 감각의 컬러 삼각팬티가 출시되기 시작하였다. 요즈음에 나오는 것 대부분은 폭이 좁은 비키니 타입이 많으며, 비(非)스판 재질은 순면 또는 면에 폴리에스테르를 약간 섞은 경우가 대부분이다. 스판 타입은 여기에 나일론 등 신축성 있는 섬유를 함유해 몸에 달라붙게 만든 유형이다. 요즈음에 나오는 남성용 컬러 삼각팬티는 앞트임이 없는 경우가 많다 (하지만 오줌 등의 오염이 눈에 잘 띄지 않게 하기 위해 앞부분 안쪽에 천을 덧붙이기도 한다).

## 한중 이외 국가의 현황

### 미국
미국에서의 남성용 삼각팬티, 특히 흰 삼각팬티는 일본의 경우와 마찬가지로 중국, 대한민국, 독일 등의 것과 형태가 매우 비슷하다. 이와 같은 팬티를 생산하는 회사로 Fruit of the Loom과 Hanes 등이 꼽히며, 속어로 “tighty-whiteys“ 라고 부른다. 앞트임이 있다는 면에서 흰색 팬티와 형태가 비슷한, 검은색 밴드에 회색 또는 청색 천의 컬러 삼각팬티도 시중에 나와있다. 또한 흰색 삼각팬티와 비슷한 앞트임이 있는, 남아용 컬러 캐릭터 삼각팬티도 나오고 있다.

### 일본
흰색 삼각팬티의 형태는 미국과 대한민국의 것과 매우 흡사하며 1980, 90년대까지 사람들이 즐겨입었다. 일본에서는 남성용 삼각팬티를 '부리후(ブリーフ)'라고 부른다. 특히 대한민국과 다르게, 과거 일본의 수많은 학교에서는 속옷의 색깔까지 규제하는 경우가 많았기 때문에 남학생들이 모두 흰 삼각팬티를 입던 시절이 있었다. 그러나 1990년대 후반 이후로 트렁크 팬티의 보급이 확산되었으며, 요즈음에는 흰색 팬티는 학교에서 놀림감이 될 정도이다. 하지만 흰색 삼각팬티에 대한 추억이 있는 남자 성인들이 적지 않다.
컬러 삼각팬티는 대한민국의 것보다는 미국의 것과 같거나 비슷한 것이 많이 출시되고 있다. 남아용 흰색 삼각팬티의 경우 옆면에 캐릭터 마크가 인쇄되어 나오는 경우가 많다.

### 유럽
유럽 대륙에서는 삼각팬티 중에 '비키니' 타입의 컬러 팬티가 주류를 이루며, 중국, 대한민국, 일본, 미국에서 찾아볼 수 있는 형태의 흰 삼각팬티는 드물다. 프랑스 등지에서는 'slip'이라고 지칭하고 있다.
영국에서는 유럽 대륙의 것과 같은 형태의 컬러 삼각팬티와 이른바 'Y-fronts'라고 하는 전통적인 영국식 삼각팬티가 판매되고 있는데, Y-fronts는 한미일(韓美日)식의 흰색 삼각팬티에 견줄 수 있는 형태이지만, 앞트임이 'Y자가 거꾸로 되었다'는 점에서 차이를 지닌다. 이와 같은 타입은 흰색의 것이 많지만, 색을 입힌 것도 있다.

## 같이 보기
- 비키니
- 복서 브리프
- 여성용 팬티
- T팬티
- 속옷
- 팬티